# Bračko plemićko vijeće
Bračko plemićko vijeće, vijeće plemića s otoka Brača. Činilo ga je isključivo izvorno bračko plemstvo pa je kao takvo jedino moglo donositi odluke na najvišoj komunalnoj razini. Primanje vanjskih plemića u bračko plemićko vijeće bilo je rijetko, ali se događalo. Mnoge noge plemenitaške obitelji kojima je Mletačka Republika priznala plemstvo, bilo da su staro hrvatsko plemstvo iz Bosne ili da su inozemni plemići nisu ušle u to vijeće. To je došlo do izražaja u nemirnim vremenima turskih osvajanja. Tad su se pojavile povlaštene obitelji na Braču. Status povlaštenih dobili su od Senata zbog raznih zasluga, a to su ponekad bili i pučani. Povlaštene obitelji često su bili inozemni plemići. Tu je bilo mnogo starog hrvatskog plemstva koji je kao posljedica osmanskih osvajanja u Bosni potražio novu postojbinu. Međupostaja naseljavanja bila su Poljica i Makarsko primorje, a otamo su otišli na Brač. Mletačka Republika je tim obiteljima posebnim ukazima i plemićkim listinama priznala status i povlastice.